# 제이컵 버트런드

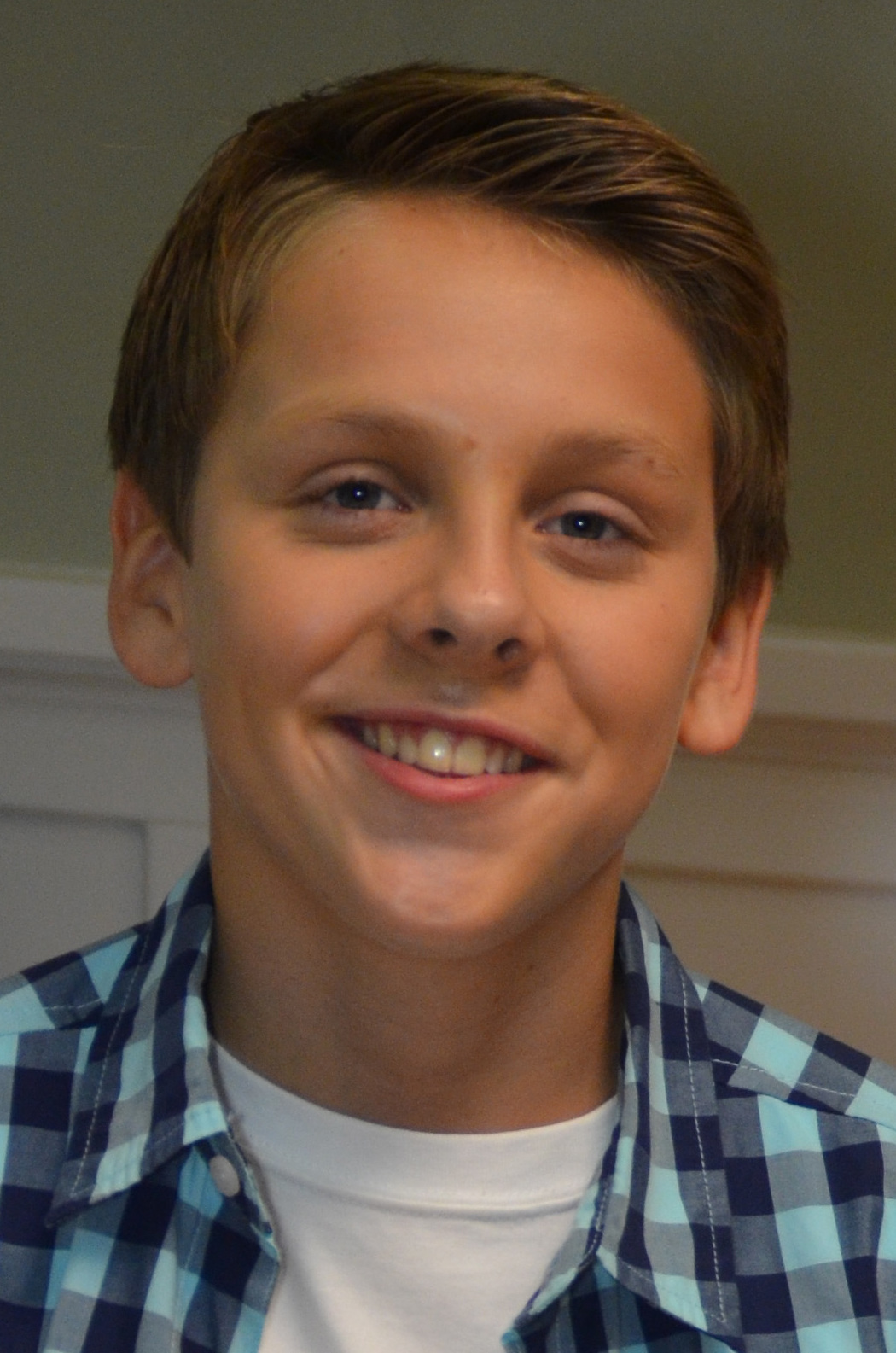

제이컵 버트런드(영어: Jacob Bertrand, 2000년 3월 6일 ~ )는 미국의 배우이다. 아역으로 경력을 시작했으며 영화 《레디 플레이어 원》과 어린이 드라마 《마빈 마빈》, 《커비 버켓》, 《코브라 카이》 등에 출연했다.

## 방송
- 마빈 마빈

## 영화
- 레디 플레이어 원 (2018년) - 고등학생 역
- 겜블러 (2014년)
- 톰과 제리: 잭과 콩나무 (2013년)
- 징크스 (2013년)
- 마빈 마빈 (2012년)
- 선셋 스토리스 (2012년)
- 가디언즈 (2012년) - 몬티 목소리 역
- 레피닥터 (2011년) - 박스터 켐벨 역
- 비욘드 더 블랙보드 (2011년) - 보이 역
- 듀레스 (2009년)